# Вибо Валентия (провинция)
Вибо Валентия (на италиански: Provincia di Vibo Valentia) е провинция в Италия, в региона Калабрия.
Площта ѝ е 1139 км², а населението – около 168 000 души (2007). Провинцията включва 50 общини, административен център е град Вибо Валентия.

## Административно деление
Провинцията се състои от 50 общини:
- Вибо Валентия
- Акуаро
- Арена
- Бриатико
- Бронятуро
- Валелонга
- Вацано
- Даза
- Дзаканополи
- Дзамброне
- Дзунгри
- Джерокарне
- Динами
- Драпия
- Йонади
- Йополо
- Капистрано
- Лимбади
- Майерато
- Милето
- Монджана
- Монтеросо Калабро
- Нардодипаче
- Никотера
- Паргелия
- Пицо
- Пицони
- Полия
- Рикади
- Ромбиоло
- Сан Грегорио д'Ипона
- Сан Калоджеро
- Сан Костантино Калабро
- Сан Никола да Криса
- Сант'Онофрио
- Сера Сан Бруно
- Симбарио
- Сорианело
- Сориано Калабро
- Спадола
- Спилинга
- Стефанакони
- Тропеа
- Фабриция
- Филаделфия
- Филандари
- Филогазо
- Франкавила Анджитола
- Франчика
- Чесанити